# Władysław Wiśniowski (poseł)
Władysław Wiśniowski (ur. 5 kwietnia 1922 w Soli, zm. 25 lipca 1997) – polski rzemieślnik, poseł na Sejm PRL IV i V kadencji (1965–1972). 

## Życiorys
Uzyskał wykształcenie średnie, z zawodu był technikiem samochodowym. W 1939 walczył w wojnie obronnej Polski, w wyniku czego dostał się do niewoli niemieckiej, z której zbiegł. Do 1943 pracował w Małopolskim Związku Mleczarskim, a w latach 1943–1944 w Urzędzie Miejskim Zakopanego. Następnie aż do wyzwolenia ziem polskich w 1945 walczył w partyzantce na terenie powiatu myślenickiego.
W 1945 osiedlił się we Wrocławiu, gdzie organizował kursy dla kierowców samochodowych. W 1952 podjął pracę w charakterze nauczyciela Zasadniczej Szkoły Metalowo-Elektrycznej w Ciężkowicach. Rok później ukończył liceum w Tarnowie, a w 1956 Technikum Samochodowe w Gliwicach. W latach 1957–1968 prowadził we Wrocławiu prywatny warsztat wyrobu drobnych przedmiotów użytku osobistego i domowego, a później warsztat mechaniki samochodowej. Działał w organizacjach rzemieślniczych i spółdzielczych. 
W 1965 uzyskał mandat posła na Sejm z okręgu Legnica z ramienia Stronnictwa Demokratycznego. Zasiadał w Komisji Przemysłu Lekkiego, Rzemiosła i Spółdzielczości Pracy. W 1969 ponownie znalazł się w Sejmie jako reprezentant okręgu Jelenia Góra. Pracował w tej samej Komisji, jak również w Komisji Leśnictwa i Przemysłu Drzewnego. Zasiadał w prezydium Wojewódzkiego Komitetu SD.
Otrzymał Złoty Krzyż Zasługi. Został pochowany na Cmentarzu Świętej Rodziny we Wrocławiu.

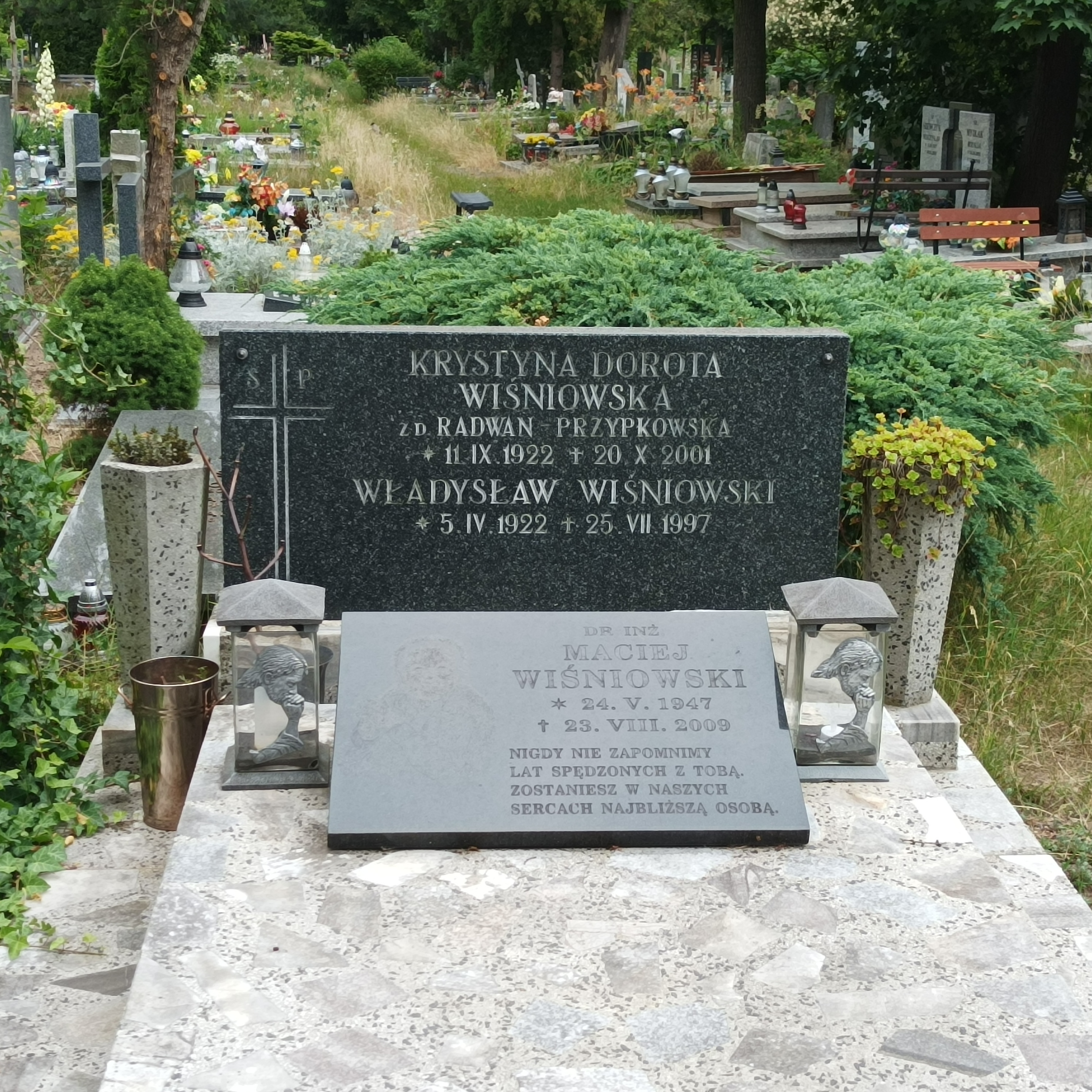
Grób Władysława Wiśniowskiego na Cmentarzu Świętej Rodziny we Wrocławiu